# Strukdorf
Strukdorf est une commune allemande du Schleswig-Holstein, située dans l'arrondissement de Segeberg (Kreis Segeberg), à mi-chemin entre les villes de Bad Segeberg et Lübeck. Strukdorf est l'une des 27 communes de l'Amt Trave-Land dont le siège est à Bad Segeberg.